# Jarmila Balážová
Jarmila Balážová (* 5. ledna 1972 Brno) je česká novinářka, moderátorka a romská aktivistka.

## Život
Odmaturovala na Gymnáziu Brno, Křenová 36. V roce 1997 vystudovala na Fakultě sociálních věd Univerzity Karlovy žurnalistiku. V letech 1992–1998 pracovala v Českém rozhlase v romské redakci, kde připravovala romské vysílání O Roma vakeren. Od roku 1997 působila jako šéfredaktorka romského měsíčníku Amaro gendalos. Od roku 1999 pracovala v České televizi jako dramaturgyně pořadů pro děti a mládež, moderovala zde dětský diskusní pořad Tykadlo a talk show Rozhovory Jarmily Balážové. Na TV Nova uváděla pořad Áčko. V letech 2003–2014 byla šéfredaktorkou měsíčníku Romano voďi. V letech 2002–2013 spolupracovala s Českým rozhlasem 6, kde připravovala a uváděla pořady Zaostřeno na lidská práva, Studio STOP, Rozmluvy, Zaostřeno na mladé a Hovory o vědě. Do roku 2014 působila jako předsedkyně správní rady obecně prospěšné společnosti ROMEA. Od roku 2014 pracovala jako tisková mluvčí ministra pro lidská práva Jiřího Dienstbiera, v listopadu 2015 začala na stejné pozici působit na ministerstvu školství.

## Ocenění
- 2006 Cena Karla Havlíčka Borovského[1]